# فرناند تچچه
فرناند تچچه (انگلیسی: Fernande Tchetche؛ زادهٔ ۲۰ ژوئن ۱۹۸۸) بازیکن فوتبال اهل ساحل عاج است.
از باشگاه‌هایی که در آن بازی کرده‌است می‌توان به اشاره کرد. وی همچنین در تیم ملی فوتبال زنان ساحل عاج بازی کرده‌است.